# Tympanoptera grioleti
Tympanoptera grioleti är en insektsart som beskrevs av Francois Jules Pictet de la Rive och Henri Saussure 1892. Tympanoptera grioleti ingår i släktet Tympanoptera och familjen vårtbitare. Inga underarter finns listade i Catalogue of Life.